# Хржановский, Юрий Борисович
Юрий Борисович Хржановский (30 августа 1905, Казань, Российская империя — 24 сентября 1987, Москва, РСФСР, СССР) — советский художник, актёр, артист эстрады.

## Биография
Отец — Борис Феликсович Хржановский, директор книжного издательства И. Д. Сытина в Иркутске, в советское время был директором издательства «Академкнига» в Москве. Родился 30 августа 1905 года в Казани. Окончил художественную школу в Иркутске (ученик Ивана Лавровича Копылова). В 1922 году приехал в Петроград, был принят в подготовительный класс Академии Художеств, где учился у С. В. Приселкова. С 1923 года учился в Академии в мастерских у К. С. Петрова-Водкина, К. С. Малевича, П. Н. Филонова. С 1927 по 1929 год состоял в группе «Мастера Аналитического Искусства» — МАИ («Школа Филонова»). В 1927 году участвовал в большой выставке филоновцев в Доме печати. Именно к ней предназначалось монументальное полотно Хржановского «Сибирские партизаны», которое сейчас находится в Русском музее.
В 1929 году оставил живопись и полностью посвятил себя сцене. У него оказался абсолютный слух и хорошие актёрские способности. Выступал в клубах и домах культуры в жанре звукоимитации, что впоследствии привело его на озвучивание. Работал в Ленинградском театре миниатюр. В 1939 году Хржановский стал дипломантом I Всероссийского конкурса артистов эстрады и в этом же году переехал в Москву, где работал в Мюзик-холле и Театре миниатюр. В годы Великой Отечественной войны выступал во фронтовых бригадах.
С 1950-х годов Юрий Хржановский озвучил более 30 мультфильмов и кинофильмов, в том числе «Белый Бим чёрное ухо», «Кто сказал мяу?» «Маугли», «Каштанка», «Крашеный лис» и др. Благодаря мягкому голосу и добродушной интонации, он преимущественно озвучивал в мультфильмах медвежат и ежей, а его убедительное подражание собачьему лаю было использовано во многих картинах, героями которых были собаки и щенки — среди них и вышеупомянутые «Каштанка», «Кто сказал мяу?» и «Белый Бим чёрное ухо».
С конца 1960-х годов вновь занялся живописью. В этот период он создаёт циклы абстрактных работ, под влиянием Пауля Клее.
Умер 24 сентября 1987 года в Москве на 83-м году жизни. Похоронен на Ваганьковском кладбище.

## Семья
- Жена — Вера Михайловна Хржановская (урождённая Берлинская), сестра  дирижёра и пианиста Павла Михайловича Берлинского.
  - Сын — Андрей Хржановский, режиссёр-мультипликатор.

## Озвучивание мультфильмов
1. 1944 — Телефон — Морж
2. 1946 — Песенка радости — Медвежонок
3. 1948 — Первый урок — медвежонок Топтыгин (в титрах не указан)
4. 1948 — Серая шейка
5. 1950 — Дедушка и внучек — Медвежонок
6. 1950 — Когда зажигаются ёлки — Медвежонок
7. 1950 — Крепыш — Крепыш
8. 1951 — Лесные путешественники — Хомяк / Бобр / лягушки
9. 1951 — Ночь перед Рождеством — Дьяк / Панас (в титрах не указан)
10. 1952 — Каштанка — Каштанка
11. 1952 — Зай и Чик — Медвежонок
12. 1953 — Крашеный лис — Ёж
13. 1954 — Козёл-музыкант — Ёж
14. 1954 — На лесной эстраде — Ёж
15. 1954 — Подпись неразборчива — Ёж
16. 1954 — Стрела улетает в сказку — медвежонок Топтыгин / Филин / лай Бобика
17. 1954 — Соломенный бычок — Медвежонок
18. 1954 — Мойдодыр — Медведь / Барсук (нет в титрах)
19. 1954 — В лесной чаще — Филин / медвежата
20. 1954 — Танюша, Тявка, Топ и Нюша — Тявка (нет в титрах)
21. 1955 — Необыкновенный матч — Медвежонок-ведущий / деревянный вратарь
22. 1955 — Снеговик-почтовик — Филин / лай Дружка
23. 1955 — Остров ошибок — Клякса
24. 1956 — Пирожок — Шарик
25. 1956 — Маленький Шего — Сабэ
26. 1956 — Кораблик — лягушонок
27. 1956 — Чудесный колодец — Медвежонок
28. 1956 — Лесная история — Крот
29. 1956 — Старые знакомые — Медвежонок-ведущий / деревянный вратарь
30. 1956 — Колобок — Заяц
31. 1957 — Сказка о Снегурочке — Медвежонок
32. 1957 — Верлиока — Ёжик
33. 1957 — В одной столовой…
34. 1958 — Краса ненаглядная — Ворон / Медвежонок
35. 1959 — Приключения Буратино — клоун-зазывала / Звездочёт / ворона / Артемон / доктор Сова / фельдшерица Жаба / летучая мышь / Дуремар / хозяин харчевни «Трёх пескарей» / начальник города (в титрах не указан)
36. 1960 — Разные колёса — Ёж
37. 1960 — Человечка нарисовал я — маляр Прохор / жестянщики / житель Царства лжи / лай Каштанки из книжки (в титрах не указан)
38. 1960 — Винтик и Шпунтик — весёлые мастера — Булька
39. 1960 — Тринадцатый рейс — собака
40. 1961 — Чиполлино — солдаты-лимончики / дядюшка Виноград / уличные сплетники / профессор Груша / дядюшка Черника / собачка Пылесосик / начальник тюрьмы (в титрах не указан)
41. 1961 — Незнайка учится — Булька / Пончик
42. 1962 — Две сказки — ёж Колючая Голова / Ворона
43. 1962 — Кто сказал «мяу»? — лягушонок / лай щенка
44. 1962 — Случай с художником — звуковое оформление (в титрах не указан)
45. 1962 — Только не сейчас — Волшебник Сейчас (вокал, часть реплик) / люди и животные из каменного века / священник / «старорежимный» учитель-экзаменатор / дьяк / звуковое оформление (в титрах не указан)
46. 1963 — Миллионер — читает текст (в Большом Фитиле) / голосовые эффекты / бульдог
47. 1963 — Куриная принципиальность (Фитиль № 16) — звуковое оформление
48. 1963 — Вот так тигр! — Щенок
49. 1963 — Светлячок № 4. Наш карандаш — медвежонок / клоун (в титрах не указан)
50. 1963 — Беги, ручеёк — крот / лягушки
51. 1963 — Ку-ка-ре-ку! — Пёс
52. 1964 — Следы на асфальте — лай Щенка
53. 1964 — Храбрый портняжка — некоторые из горожан / городские стражники / второй крестьянин / один из рыцарей / разбойники / единорог / один из генералов / палач / трубач / звуковое оформление (в титрах не указан)
54. 1966 — Происхождение вида — звуковое оформление
55. 1968 — Хочу бодаться! — щенок / поросёнок / индюк
56. 1968 — Старые заветы — звуковое оформление
57. 1968 — Маугли. Похищение — один из бандерлогов
58. 1969 — Маугли. Последняя охота Акелы — белая кобра
59. 1970 — Внимание! Волки! — звуковое оформление
60. 1970 — Сладкая сказка — медвежонок Миша
61. 1970 — Лесная хроника — Барсук / Ёж
62. 1971 — Только для взрослых. Выпуск 1 — звуковое оформление
63. 1971 — Чужие следы — собака
64. 1971 — Домик на колёсах — собака
65. 1971 — Добился своего (Фитиль № 109) — пёс (звуковое оформление)
66. 1975 — Волшебный мешочек — худой медведь
67. 1976 — Незнайка в Солнечном городе. Встреча с волшебником — Булька
68. 1976 — Раздобыл заяц магнитофон — Ёж
69. 1978 — Последняя невеста Змея Горыныча — Алексей в облике щенка (звуковое оформление)
70. 1979 — Кто получит приз? — Петух (в титрах не указан)

## Озвучивание фильмов
1. 1977 — Белый Бим Чёрное ухо —  Бим и другие животные
2. 1977 — Волшебный голос Джельсомино — кот Барбос (в титрах не указан)